# Bohumil Pečinka
Bohumil Pečinka (* 15. října 1967 Boskovice) je český politický komentátor, publicista a spisovatel.

## Životopis
Mládí prožil v Blansku, kde také v roce 1986 maturoval na místním gymnáziu. Vystudoval Fakultu sociálních věd Univerzity Karlovy, souběžně studoval historii a politologii na Filozofické fakultě Univerzity Karlovy. Během sametové revoluce spoluzaložil v prosinci 1989 čtrnáctideník Studentské listy. Po jeho zániku koncem roku 1991 pracoval v časopisu Reflex, Lidových novinách (1994–1997) a od roku 1999 byl opět komentátorem Reflexu. V únoru 1999 získal novinářskou cenu Ferdinanda Peroutky.
Od jara 2021 s politickým marketérem Petrosem Michopulem uvádí podcast Kecy a politika, zpočátku v rámci své práce pro Reflex. V roce 2022 z mediálního domu Czech News Center s podcastem odešli a vydávají jej sami.
Na konci února 2024 odešel z Reflexu a stal se vnitropolitickým komentátorem Týdeníku Echo.